# Електромагнітне реле
Електромагнітне реле — електромеханічне реле, яке реагує на величину електричного струму за допомогою тяжіння феромагнітного якоря або осердя при проходженні струму через його обмотку.
У Міжнародному електротехнічному словнику (IEC 60050) наявне інше визначення: «електромагнітне реле — електромеханічне реле, в якому цільова реакція створюється за допомогою електромагнітних сил», під яке також підпадають реле, принцип дії яких заснований на на взаємодії змінних магнітних полів нерухомих обмоток із струмами, що індукуються цими полями в рухомому елементі (індукційні реле), але інші автори вважають їх окремою підмножиною електромеханічних реле, відмінною від електромагнітних реле:41.

## Історія
У 1820 році Ганс Крістіан Ерстед повідомив про відкриття відхилення стрілки магнітного компаса при наявності провідника зі струмом:274. Англійський фізик Вільям Стерджен винайшов електромагніт у 1824 році.
Американського вченого Джозефа Генрі часто називають винахідником реле у 1835 році. Однак Генрі ніколи не публікував жодного з цих експериментів, а датування його експериментів з реле базується виключно на словах самого Генрі та його учнів, часто десятиліттями пізніше.У березні 1837 року Едвард Деві надіслав британському секретарю Товариства мистецтв листа, в якому висловив свої ідеї щодо електромагнітного реле, яке, навіть якщо воно не було першим, вважалося більш практичним, ніж попередні конструкції, оскільки воно не базувалося на використанні ртуті. Він зробив це за два місяці до того, як Чарльз Вітстон та Вільям Кук подали свій перший патент на свою телеграфну систему, а також патент на ту саму ідею через рік.
Однак офіційний патент був виданий лише у 1840 році Семюелю Морзе на його телеграф, який зараз називається реле. Описаний механізм діяв як цифровий підсилювач, який повторював телеграфний сигнал і таким чином допомагав сигналам поширюватися на потрібну відстань. Слово «реле» з'являється в контексті електромагнітних операцій з 1860 року.
Винайдення телефону та телефонних мереж значно збільшило потреби в реле. Американська компанія Western Electric вперше використала електромагнітні реле для перемикання між абонентами в 1878 році:14.
У Європі та в Російській імперії електромагнітні реле вироблялись компаніями Siemens та Ericsson для потреб телефонії та телеграфії:10-14. Першим підприємством, яке виробляло реле на території України, був Харківський електромеханічний завод, який у 1928 почав виробництво реле для енергетики та транспорту. Найпоширеніші радянські типи реле РКН та РПН були копіями англійських та німецьких реле:17.
Потреба в електромагнітних реле зменшилася з появою напівпровідникових приладів, які витіснили реле з автоматичних телефонних станцій, проте деякі властивості досі роблять реле важливими для енергетики:84-85.

## Конструкція

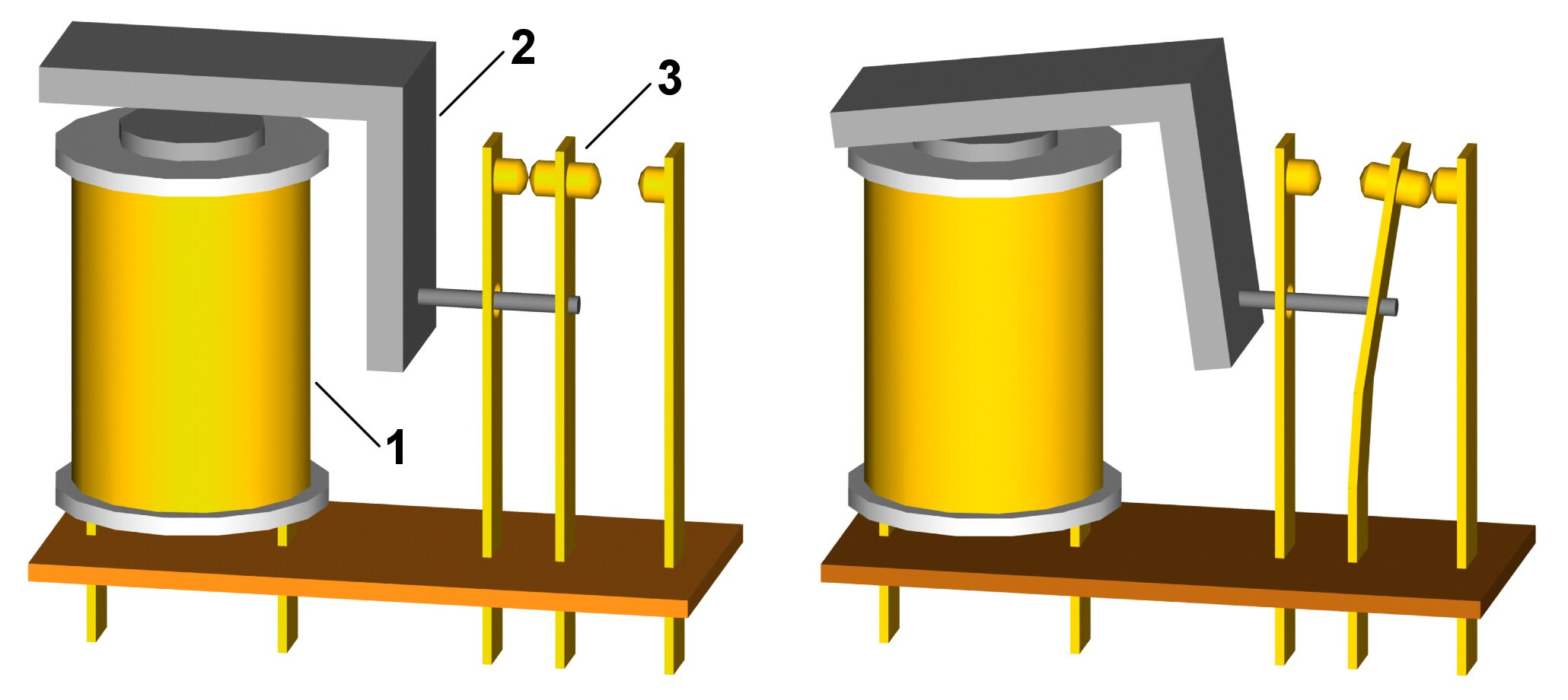
Принцип дії електромагнітного реле з поворотною рухомою системою, ліворуч — нормальний (знеструмлений) стан реле, праворуч — увімкнений стан реле.
1 — електромагніт (обмотка з феромагнітним осердям);
2 — рухомий якір;
3 — контактна система (перемикач).

Схема реле з поперечним якорем:
1 - обмотка електромагніта;
2 - магнітопровід;
3 - якір, що повертається навколо своєї осі.

Електромагнітне реле складається з магнітного осердя, магнітопровода (ярма), обмотки, рухомого якоря та контактів. Для повернення контактів у вихідне положення, як правило, використовується пружина:21. При створенні поляризованих реле до магнітопроводу також входять постійні магніти:25. 
У вихідному положенні якір утримується пружиною. При подачі керуючого сигналу електромагніт притягує якір, долаючи її зусилля, і замикає і/або розмикає контакти в залежності від конструкції реле. Після відключення керуючої напруги пружина повертає якір у вихідне положення:227. 
За характером руху рухомої системи електромагнітні реле поділяються на реле з прямоходовим (соленоїдним) якорем, реле з поперечним якорем та реле з поворотним якорем:126.
Магнітопровід зазвичай зібраний з листової кремністої або електротехнічної сталі, що володіє малими втратами на гістерезис та вихрові струми:13. Обмотки виконують з мідного або алюмінієвого ізольованого проводу:27.
За початковим станом контактів реле поділяються на:229:
- NO (англ. normally open contacts) - з нормально відкритими або замикальними контактами;
- NC (англ. normally closed contacts) - з нормально замкненими або розмикальними контактами;
- CO (англ. change over contacts) - з перемикальними контактами.

## Характеристики
Як правило, електромагнітне реле має яскраво виражену петлю гістерезису функції вхідний струм — стан контактів (тобто працюють як Тригер Шмітта). Відповідно, для деяких реле вказують два пороги цієї петлі гістерезису — струм спрацьовування і струм відпускання. Струм спрацьовування вказує при якому струмі реле переходить із вимкненого стану в увімкнений стан. Струм відпускання (іноді називають струмом утримання) вказує при якому струмі реле переходить з увімкненого стану в вимкнений стан:8-9.

## Застосування
Вимоги до електромагнітних реле сформульовано в стандарті ІЕС 60810-1:227.
| Змінна напруга (вольт) | Змінна напруга (вольт) | Постійна напруга (вольт) | Постійна напруга (вольт) |
| ---------------------- | ---------------------- | ------------------------ | ------------------------ |
| Рекомендоване значення | Допустиме значення     | Рекомендоване значення   | Допустиме значення       |
| -                      | 2                      | -                        | 2,4                      |
| -                      | -                      | -                        | 3                        |
| -                      | -                      | -                        | 4                        |
| -                      | -                      | -                        | 4,5                      |
| -                      | 5                      | -                        | 5                        |
| 6                      | -                      | 6                        | -                        |
| -                      | -                      | -                        | 7,5                      |
| -                      | -                      | -                        | 9                        |
| 12                     | -                      | 12                       | -                        |
| -                      | 15                     | -                        | 15                       |
| 24                     | -                      | 24                       | -                        |
| -                      | -                      | -                        | 30                       |
| -                      | 36                     | 36                       | -                        |
| -                      | -                      | -                        | 40                       |
| -                      | 42                     | -                        | -                        |
| 48                     | -                      | 48                       | -                        |
| -                      | 60                     | 60                       | -                        |
| -                      | -                      | 72                       | -                        |
| -                      | -                      | -                        | 80                       |
| -                      | -                      | 96                       | -                        |
| -                      | 100                    | -                        | -                        |
| 110                    | -                      | 110                      | -                        |
| -                      | -                      | -                        | 125                      |
| 220                    | -                      | -                        | -                        |
| -                      | -                      | -                        | 250                      |
| 380                    | -                      | -                        | -                        |
| 440                    | -                      | 440                      | -                        |
| -                      | -                      | -                        | 600                      |